# Meromyza acutifrons
Meromyza acutifrons är en tvåvingeart som beskrevs av Lidia Ivanovna Fedoseeva 1987. Meromyza acutifrons ingår i släktet Meromyza och familjen fritflugor.
Artens utbredningsområde är Turkmenistan. Inga underarter finns listade i Catalogue of Life.